# I.M. Meen
I.M. Meen est un jeu vidéo éducatif qui fonctionne sur DOS, conçu pour enseigner la grammaire anglaise aux enfants. Dans ce jeu, les joueurs doivent parcourir un labyrinthe, sauver d'autres enfants et vaincre des monstres. L'aspect éducatif du jeu se présente sous la forme de « parchemins », écrits par I.M. Meen et dont le joueur doit corriger les fautes grammaticales afin de sauver les enfants. Le jeu a été développé par l'entreprise russo-américaine Animation Magic, la même qui a développé les jeux Link: The Faces of Evil et Zelda: The Wand of Gamelon sur la console CD-i et travaillé sur le jeu Warcraft Adventures: Lord of the Clans, qui a été annulé par la suite. Le nom du jeu est basé sur un jeu de mots en anglais, I.M. Meen se lisant à l'oral « I am mean », littéralement « je suis méchant ». Ce jeu de mots renvoie à l'essence du jeu, le personnage à vaincre apparaît comme maléfique et contre le bon usage de la grammaire et de l'orthographe (« meen » au lieu de « mean », bien que les deux se lisent de la même façon). Peter Berkrot (en) a fourni la voix d'I.M. Meen.

## Intrigue
Ignatius Mortimer Meen, un magicien maléfique qui méprise les enfants et la connaissance, crée un livre magique qui aspire les enfants à l'intérieur quand ils se mettent à le lire. Le livre les entraîne à l'intérieur d'un labyrinthe géant, où ils sont découverts par de monstrueux gardiens et mis en cellule. Le joueur incarne deux enfants, Scott et Katie, qui se trouvent piégés dans ce labyrinthe. Gnorris, un gnome qui a trahi I.M. Meen, aide les deux enfants à s'évader, et après les avoir envoyés sauver les autres enfants, présente une sorte de boule de cristal qui lui permet de contacter le joueur à tout moment. Il donne des indices au joueur, au fur et à mesure qu'il avance dans le jeu, et l'avertit quand un monstre (boss) apparaît.
Le joueur explore le labyrinthe, vainc les monstres et sauve les enfants, provoquant ainsi la détérioration rapide de l'état de ce labyrinthe. Il affronte finalement I.M. Meen lui-même et le bat en utilisant le Livre de Meilleure Grammaire de Bonne Écriture (Writewell's Book of Better Grammar en anglais), qu'I.M. Meen avait volé et mis dans le labyrinthe. Après sa défaite, le magicien jure vengeance et disparaît en déclarant « I.M. Meen never quits! You'll see! » (I.M. Meen n'abandonne jamais ! Tu verras !).

## Système de jeu
Le joueur passe par les 36 niveaux du jeu dans neuf endroits, dont une tour, un donjon, des égouts, des cavernes, des catacombes, des dédales de haie, des châteaux, des laboratoires et des bibliothèques. Le joueur doit sauver tous les enfants dans chaque niveau pour pouvoir passer au suivant, ce qui est fait en corrigeant les fautes de grammaire dans divers parchemins. Tous les quatre niveaux, le joueur doit vaincre l'un des monstres (boss) qui sont en fait des animaux spéciaux d'I.M. Meen pour terminer le niveau et accéder à une nouvelle zone. Des objets se trouvant dans le labyrinthe peuvent être utilisés pour aider le joueur à vaincre les divers monstres qui se trouvent dans le labyrinthe ou lui apporter d'autres avantages. Le joueur a une barre d'agilité (Agility Meter en anglais), similaire à une barre de vie, qui en arrivant à zéro, fait revenir le joueur au début du niveau et le dépossède de tous ses objets. À la fin du jeu, le joueur doit vaincre I.M. Meen en question, qui ne peut être atteint que par le Livre de Meilleure Grammaire de Bonne Écriture (les autres armes n'ont aucun effet sur lui du tout). Le jeu se termine lorsque le joueur parvient à le vaincre et à résoudre le dernier manuscrit.

## Configuration requise
- MS-DOS 5.0 ou plus récent
- Processeur Intel i486 25 MHz ou plus puissant
- 4 Mo de RAM ou plus
- Carte graphique VGA et moniteur couleur (256 couleurs)
- Lecteur CD-ROM 2x ou plus rapide
- Disque dur
- Souris
- Carte son SoundBlaster 16 ou carte 100 % compatible[1]

## Accueil
Le Contra Costa Times (en) a donné au jeu une critique positive, l'annonçant comme « le premier jeu vidéo pour jeunes enfants à utiliser les mêmes graphismes rapides en 3D trouvés dans Doom » et le louant pour son thème éducatif. Brad Cook d'AllGame a pensé que les graphismes et les sons du jeu étaient bien réalisés et que le jeu était bien développé pour son époque, mais a conclu sa critique en disant « Puisque ce programme veut surtout être un produit éducatif, je devrai lui donner une mauvaise note parce qu'il échoue simplement dans cette tâche, malgré le fait que tout le reste soit bien fait. ». Cook a donné au jeu deux étoiles sur cinq.

## Portage sur Mega-CD
Il y a eu un projet de portage sur Mega-CD du jeu I. M. Meen, mais il n'est jamais sorti sous cette forme. Une démo étiquetée « IM MEEN v1.04 SCD (c) 1995 » a été acquise par le youtubeur ChokoProductions en 2011. Le disque contient seulement les logos de l'éditeur, du développeur et la cinématique d'introduction. Après cette cinématique, le disque envoie l'utilisateur vers le BIOS du Mega-CD.

## Suite
Une suite du jeu a été développée, intitulée Chill Manor, présentant une histoire sur l'épouse présumée d'I.M. Meen, Ophelia Chill, qui obtient le Livre des Époques (Book of Ages en anglais) et arrache toutes les pages, ce qui l'autorise à réécrire l'histoire. Meen apparaît à la fin du jeu pour sauver Ophelia qui s'est fait attacher à une chaise.

## Mème Internet
I. M. Meen a été immortalisé en tant que phénomène internet, souvent utilisé dans les YouTube Poops anglaises,. Une des utilisations les plus populaires des cinématiques du jeu est de faire chanter le personnage éponyme des chansons comme Take Me Out.